# Lebanon (Kansas)
Lebanon è un comune degli Stati Uniti d'America, situato nello Stato del Kansas, nella contea di Smith.

## Geografia fisica
Il centro geografico dei 48 Stati continentali degli Stati Uniti si trova a 4,2 km a nord-ovest di Lebanon. Sul luogo è stato eretto un monumento.

## Cultura
A causa della particolarità di essere il centro geografico degli Stati Uniti continentali, Lebanon viene citata in alcune opere di fantasia, come il romanzo fantasy American Gods di Neil Gaiman e il film Il computer con le scarpe da tennis diretto da Robert Butler.
È inoltre la sede della base operativa degli Uomini di Lettere, poi usata come rifugio sicuro e casa dai protagonisti della serie tv Supernatural.